# Chu kỳ Mặt Trời
Chu kỳ Mặt Trời là chu kỳ mà số lượng vết đen Mặt Trời thay đổi về số lượng. Chu kỳ được giới hạn bởi Năm Mặt trời hoạt động (năm có nhiều vết đen nhất) và Năm Mặt Trời tĩnh (năm có ít vết đen nhất). Điều này đã được những quan sát thiên văn từ thế kỷ XIX đến nay xác định. Thực ra, chu kỳ Mặt Trời chỉ là một nửa của chu kỳ 22 năm. Trong khoảng thời gian xảy ra chu kỳ Mặt Trời, từ trường của Mặt Trời có thể hoàn toàn đảo ngược.